# Frank Albertson
Frank Albertson (2 de febrero de 1909-29 de febrero de 1964) fue un actor cinematográfico de nacionalidad estadounidense, destacando de entre sus numerosas interpretaciones como actor de carácter las que llevó a cabo en clásicos como Qué bello es vivir (1946) y Psicosis (1960).

## Biografía
Su nombre completo era Francis Healey Albertson, y nació en Fergus Falls, Minnesota, siendo sus padres Frank B. y Mary Healey. Él pasó su infancia en Frazee (Minnesota), y en Puyallup (Washington). Siendo joven, trabajó en Los Ángeles como ayudante de laboratorio de una tienda de fotografía, ocupación gracias a la cual tuvo contactos que le facilitaron iniciarse en el mundo del espectáculo.
Albertson debutó en el cine con un pequeño papel a los trece años de edad, iniciando así una trayectoria cinematográfica y televisiva a lo largo de la cual participaría en más de un centenar de producciones. En los inicios de su carrera, él cantaba y bailaba a menudo en filmes como Just Imagine (1930) o A Connecticut Yankee (1931). En Alice Adams (1935) interpretó al hermano del personaje del título, y en Room Service (1938) trabajó cono los Hermanos Marx. 
Durante la Segunda Guerra Mundial, él sirvió en la First Motion Picture Unit de las Fuerzas Aéreas del Ejército de los Estados Unidos, rodando películas de entrenamiento. 
Con el paso de los años, Albertson fue interpretando cada vez más papeles de reparto y de carácter, siendo uno de los más destacados el de Sam Wainwright en el film Qué bello es vivir (1946). Más adelante interpretó al rico ranchero Tom Cassidy en el clásico Psicosis (1960), actuando junto a Janet Leigh. Una de sus últimas actuaciones cinematográficas llegó con el papel de Sam en el musical de 1963 Bye Bye Birdie.
Para la televisión fue el presidente Theodore Roosevelt en el episodio de 1956 "Rough Rider", perteneciente a la serie western de la CBS My Friend Flicka. También fue artista invitado en la serie western de la NBC The Californians, y en la protagonizada por David Janssen Richard Diamond, Private Detective. En 1959 y 1962 hizo diferentes papeles en la sitcom de Walter Brennan The Real McCoys. En 1960 fue el General Devery en el episodio "Strange Encounter", dentro de la producción western de ABC/Warner Brothers Colt .45. Otras actuaciones televisivas fueron su papel de 
Mr. Cooper en cinco episodios de la sitcom de la CBS Bringing Up Buddy (temporada 1960-1961), protagonizada por Frank Aletter, y el de Jim O'Neal en "The Death of a Teacher" (1964), episodio del drama de la NBC Mr. Novak. 
Frank Albertson falleció mientras dormía, en su casa en Santa Mónica, California, en 1964, a los 55 años de edad. Le sobrevivió su segunda esposa, Grace Gillern Albertson, y los cinco hijos que tuvo en sus dos matrimonios. Fue enterrado en el Cementerio de Holy Cross, en Culver City.
Por su contribución a la industria del cine, a Frank Albertson se le concedió una estrella en el Paseo de la Fama de Hollywood, en el 6758 de Hollywood Boulevard.

## Filmografía

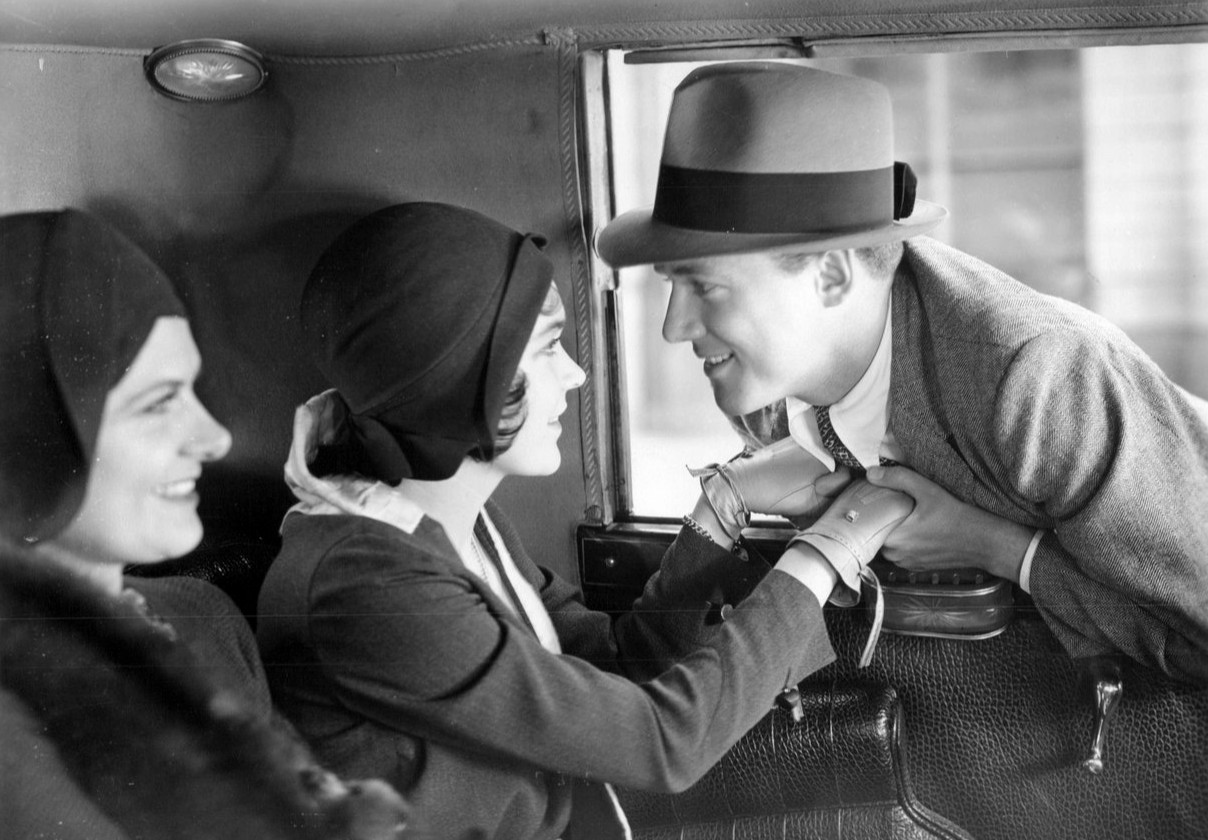
Mary Forbes, Maureen O'Sullivan y Frank Albertson en So This Is London (1930)

- 1923 : The Covered Wagon, de James Cruze
- 1928 : The Farmer's Daughter, de Arthur Rosson
- 1928 : Prep and Pep, de David Butler
- 1929 : Blue Skies, de Alfred L. Werker
- 1929 : Words and Music, de James Tinling
- 1929 : Salute, de David Butler y John Ford
- 1930 : Men Without Women, de John Ford
- 1930 : The Big Party, de John G. Blystone
- 1930 : Son of the Gods, de Frank Lloyd
- 1930 : Spring Is Here, de John Francis Dillon
- 1930 : Born Reckless, de John Ford y Andrew Bennison
- 1930 : So This Is London, de John G. Blystone
- 1930 : Wild Company, de Leo McCarey
- 1930 : Just Imagine, de David Butler
- 1931 : The Tiger's Son
- 1931 : A Connecticut Yankee, de David Butler
- 1931 : Big Business Girl, de William A. Seiter
- 1931 : Traveling Husbands, de Paul Sloane
- 1931 : La huerfanita, de John Ford
- 1932 : Way Back Home, de William A. Seiter
- 1932 : Racing Youth, de Vin Moore
- 1932 : Huddle, de Sam Wood
- 1932 : Who, Me?, de George Stevens
- 1932 : Airmail, de John Ford
- 1932 : Boys Will Be Boys, de George Stevens
- 1932 : The Lost Special, de Henry MacRae
- 1933 : Billion Dollar Scandal, de Harry Joe Brown
- 1933 : Should Crooners Marry, de George Stevens
- 1933 : The Plumber and the Lady, de Babe Stafford
- 1933 : The Cohens and Kellys in Trouble, de George Stevens
- 1933 : Room Mates, de George Stevens
- 1933 : Ann Carver's Profession
- 1933 : Dangerous Crossroads
- 1933 : Midshipman Jack, de Christy Cabanne
- 1933 : 'Tis Spring
- 1933 : Ever in My Heart
- 1933 : Rainbow Over Broadway
- 1933 : King for a Night
- 1934 : Love Detectives
- 1934 : The Last Gentleman
- 1934 : Stars in the Making
- 1934 : The Life of Vergie Winters, de Alfred Santell
- 1934 : Hollywood Hoodlum
- 1934 : Tripping Through the Tropics
- 1934 : Bachelor of Arts
- 1935 : Enter Madame
- 1935 : Doubting Thomas
- 1935 : Alice Adams
- 1935 : Personal Maid's Secret
- 1935 : Waterfront Lady, de Joseph Santley
- 1935 : East of Java
- 1935 : Ah, Wilderness!
- 1935 : Kind Lady
- 1936 : The Farmer in the Dell
- 1936 : Furia
- 1936 : The Plainsman
- 1937 : Navy Blue and Gold
- 1938 : Hold That Kiss, de Edwin L. Marin
- 1938 : The Magician's Daughter
- 1938 : Mother Carey's Chickens
- 1938 : Fugitives for a Night
- 1938 : Room Service
- 1938 : Spring Madness, de S. Sylvan Simon
- 1938 : La hora radiante
- 1939 : I'll Tell the World
- 1939 : Bachelor Mother
- 1940 : Framed, de Harold D. Schuster
- 1940 : The Ghost Comes Home
- 1940 : Dr. Christian Meets the Women
- 1940 : When the Daltons Rode, de George Marshall
- 1940 : Behind the News
- 1941 : Ellery Queen's Penthouse Mystery
- 1941 : Man Made Monster, de George Waggner
- 1941 : Father Steps Out
- 1941 : Citadel of Crime
- 1941 : Burma Convoy
- 1941 : Flying Cadets
- 1941 : Louisiana Purchase
- 1942 : Man from Headquarters
- 1942 : Shepherd of the Ozarks
- 1942 : Junior G-Men of the Air
- 1942 : Wake Island
- 1942 : City of Silent Men
- 1942 : Underground Agent
- 1943 : Silent Witness
- 1943 : Keep 'Em Slugging, de Christy Cabanne
- 1943 : Here Comes Elmer
- 1943 : Mystery Broadcast
- 1943 : O, My Darling Clementine
- 1944 : Rosie the Riveter
- 1944 : And the Angels Sing
- 1944 : I Love a Soldier
- 1945 : Arson Squad
- 1945 : How Doooo You Do!!!
- 1946 : How Do You Do
- 1946 : Gay Blades
- 1946 : They Made Me a Killer
- 1946 : Qué bello es vivir
- 1947 : Ginger
- 1947 : Killer Dill
- 1947 : Mercaderes de ilusiones, de Jack Conway
- 1948 : Shed No Tears
- 1953 : Girl on the Run
- 1957 : Nightfall, de Jacques Tourneur
- 1957 : Duelo en el Atlántico
- 1958 : The Last Hurrah, de John Ford
- 1960 : Psicosis
- 1961 : Man-Trap
- 1962 : Don't Knock the Twist
- 1963 : Papa's Delicate Condition
- 1963 : Bye Bye Birdie
- 1963 : Johnny Cool, de William Asher